# ذرات معلق

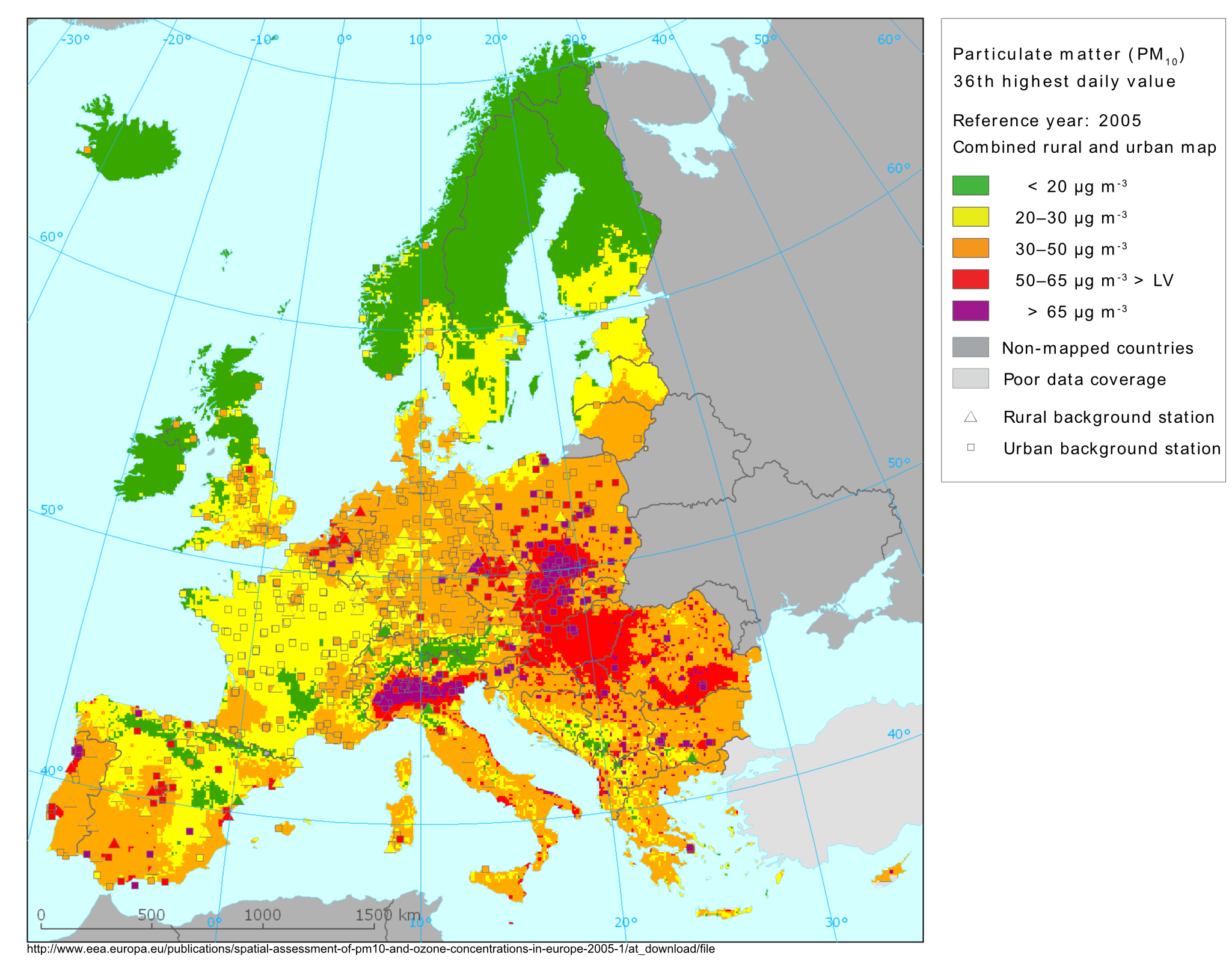
غلظت ذرات معلق کمتر از ۱۰ میکرومتری در اروپا

ذرات معلق به تمامی اجزاء ریز مایع یا جامدی (به جز آب خالص) گفته می‌شود که در جو زمین پراکنده هستند و اندازه میکروسکوپی یا ریز میکروسکوپی اما بزرگ‌تر از ابعاد مولکولی دارند. ذرات معلق در اثر فرایندهای مختلف طبیعی یا انسانی ایجاد می‌شوند. منابع مصنوعی ذرات معلق در مناطق شهری شامل صنایع مختلف از قبیل سیمان، زغال سنگ، ذوب آهن، کارخانجات گچ‌پزی و کارگاه‌های بزرگ تراشکاری است.
ذرات معلق از مرگبارترین انواع آلودگی هوا محسوب می‌شوند. به ویژه ذرات کوچکتر که کمتر از ۱۰ میکرومتر قطر دارند، خطرناکتر هستند چراکه به ریه‌ها نفوذ کرده و برخی از آنها حتی وارد جریان خون می‌شوند و می‌توانند به حمله قلبی، کاهش عملکرد ریه، ضربان نامنظم قلب، تشدید آسم و مرگ ناگهانی در بیماران قلبی و تنفسی منجر شوند. 
این ذرات از طریق باد مسافت‌های طولانی را طی کرده و موجب آلودگی خاک و آب نیز می‌شوند. آنها آب دریاچه‌ها و رودها را اسیدی کرده و تعادل غذایی در محیط‌های آبی را بر هم می‌زنند. باعث تهی شدن خاک از منابع غذایی شده و به جنگل‌ها و محصولات کشاورزی آسیب می‌رسانند و حتی سنگ‌ها و بناها نیز بر اثر آلودگی ذرات معلق آسیب می‌بینند. همچنین ذرات معلق ریزتر از ۲.۵ میکرومتر از مهم‌ترین عوامل تاری هوا و کاهش دید محسوب می‌شوند.